# Ranong (província)
Ranong é uma província da Tailândia. Sua capital é a cidade de Ranong.